# RS ZERO
RS ZEROは、スイスの鉄道車両メーカーであるシュタッドラー・レールが展開する鉄道車両ブランド。ローカル線を始めとした非電化区間向けに開発された車両で、2024年に発表が行われた。

## 概要
スイスの鉄道車両メーカーであるシュタッドラー・レールは、アドトランツから継承した非電化区間用の気動車「レギオシャトルRS1」（Regio-Shuttle RS1）を2013年まで展開し、ドイツやチェコの鉄道事業者への納入を実施していた。この「レギオシャトルRS1」の後継車種として2024年に発表されたのが「RS ZERO」である。
「RS ZERO」は「レギオシャトルRS1」と同様に非電化区間に適した構造を有する車両で、1両で運行可能な両運転台の車両（BEMU1、HEMU1）と、2両編成での運用を前提とした片運転台の車両（BEMU2、HEMU2）が設計されている。また、バリアフリーに適した車体中央部の低床構造や台形状の側面窓のデザインなど、基本的な構造は「レギオシャトルRS1」に準拠したものになっている。一方、環境対策のため、RS ZEROは二酸化炭素を始めとした温室効果ガスを排出しない充電池（航続距離：最大110 km）（BEMU1、BEMU2）と水素燃料電池（航続距離：最大700 km）（HEMU1、HEMU2）という2種類の動力源が選択可能となっている。また、車体を構成する部品の大半はリサイクル素材やリサイクル可能な材料、環境を考慮した空調用の冷媒が用いられている。車体は軽量設計で軸重を18 tに抑えており、交通密度が少なく低規格なローカル線でも走行が出来る構造である。
水素燃料電池を備えた最初の試作車は2024年8月時点で完成しており、同年9月に実施されたイノトランスでの展示が実施されている。